# Brachidontes modiolus
Brachidontes modiolus är en musselart som först beskrevs av Carl von Linné 1767.  Brachidontes modiolus ingår i släktet Brachidontes och familjen blåmusslor. Inga underarter finns listade i Catalogue of Life.